# Demonax fryanus
Demonax fryanus är en skalbaggsart som beskrevs av Charles Joseph Gahan 1906. Demonax fryanus ingår i släktet Demonax och familjen långhorningar.
Artens utbredningsområde är Burma. Inga underarter finns listade i Catalogue of Life.